# Ждановський Леонід Олександрович
Леоні́д Олександро́вич Жда́новський (1918—1978) — полковник Радянської Армії, учасник Німецько-радянської війни, Герой Радянського Союзу (1945).

## Біографія
Леонід Ждановський народився 1 червня 1918 року в селі П'ятка (нині — Чуднівський район Житомирської області України). Закінчив семирічну школу в Малині, потім в 1937 році — технікум механізації сільського господарства та лісівництва, після чого працював техніком на Білоцерківській виробничій ділянці Фастівського ліспромгоспу. У 1938 році вступив на навчання до Київського лісотехнічний інститут. У листопаді 1939 року Ждановський був призваний на службу в Робітничо-селянську Червону Армію. У 1942 році він закінчив Харківське військове авіаційне училище зв'язку, в тому ж році — Ленінградські командні бронетанкові курси удосконалення командного складу. З березня 1942 року — на фронтах Німецько-радянської війни. Брав участь у боях на Північно-Західному, Сталінградському, Донському, Воронезькому, 2-му Українському фронтах. У боях двічі був поранений. Брав участь у Сталінградській битві. До вересня 1943 року гвардії капітан Леонід Ждановський командував 3-м танковим батальйоном 27-ї окремої гвардійської танкової бригади 7-ї гвардійської армії 2-го Українського фронту. Брав участь у битві за Дніпро.
У ніч із 25 на 26 вересня 1943 року рота Ждановського успішно переправилася через Дніпро на зайнятий піхотою плацдарм на північ від Верхньодніпровська. Усю першу ніч танкісти й піхотинці спільно рили на плацдармі укриття і маскували танки. Уранці 26 вересня німецькі війська здійснили низку контратак за підтримки танків і самохідних гармат. Під час першої контратаки танкісти Ждановського підбили два німецьких танки, змусивши противника відступити. Другу атаку їм також вдалося успішно відбити. Коли під час третьої за рахунком контратаки німецькі війська прорвалися до позицій роти старшого лейтенанта Богомолова, Ждановський розгорнув танки і атакував ворога, знищивши самохідну гармату і переважну частину атакуючої піхоти. Всього ж за той день піхотинці й танкісти відбили шість ворожих контратак і самі перейшли в наступ, знищивши близько 10 вогневих точок. 27 вересня противник здійснив ще десять контратак, але всі вони були відбиті. Піхотинці й танкісти знищили понад 300 ворожих солдатів і офіцерів, 4 танки, 3 штурмових гармати, понад 10 артилерійських гармат. Вибивши ворожі війська з їхніх позицій, вони успішно захопили і закріпилися на них.
Надалі Ждановський брав участь у Корсунь-Шевченківській та Яссько-Кишинівській операціях, визволення Угорщини та Чехословаччини. Став командиром батальйону. Під час боїв в Угорщині, коли німецькі війська виявилися в оточенні в межиріччі Іпелю і Грону, їм вдалося прорвати кільце оточення радянськими військами. Щоб закрити пролом, був посланий батальйон Ждановського. Розвідники батальйону, пропустивши танки, знищили самохідні установки і протитанкові артилерійські гармати, а потім у відкритому бою батальйон зломив опір супротивника. У тому бою батальйон Ждановського знищив 2 самохідні установки, 11 гармат, 6 мінометів, понад 100 ворожих солдатів і офіцерів. У полон потрапило близько 120 солдатів і офіцерів противника, було захоплено 36 легких і середніх танків.
Указом Президії Верховної Ради СРСР від 28 квітня 1945 року за «вміле командування танковим батальйоном в бою з переважаючими силами противника на північний захід від Будапешта під час ліквідації оточеного угруповання гітлерівських військ і виявлені при цьому мужність і героїзм» гвардії капітан Леонід Ждановський був удостоєний високого звання Героя Радянського Союзу з врученням ордена Леніна і медалі «Золота Зірка» за номером 3756.
Після закінчення війни Ждановський продовжив службу в Радянській Армії. У 1952 році він закінчив Військову академію бронетанкових і механізованих військ. У 1960 році у званні полковника Ждановський був звільнений у запас. Проживав у Новоросійську, помер 2 грудня 1978 року, похований на кладовищі «Сонячне» в Новоросійську.
Був також нагороджений двома орденами Червоного Прапора, орденами Олександра Невського, Вітчизняної війни 2-го ступеня, Червоної Зірки, низкою медалей.